# Bavarska regija
Upravna regija je tretja raven upravljanja na bavarskem, za občinami (nem. Gemeinde) (prva raven) in okrožji (nem. Landkreis) (druga raven).
Ta raven obstaja v nemčiji razen na bavarskem še samo v nekdaj Bavarski Pfalški (nem. Pfalz) v sedanji pokrajini Porenje - Pfalška (nem. Rheinland-Pfalz).Bavarska je razdeljena na 7 upravnih regij.
| Lega | Grb | Upravna regija     | Glavno mesto | AGS | Kratica (nem.) | Površina      | Prebivalstvo (Sep 2005) | pr./km² |
| ---- | --- | ------------------ | ------------ | --- | -------------- | ------------- | ----------------------- | ------- |
|      |     | Zgornja Bavarska   | München      | 091 | OB             | 17.529,63 km² | 4.232.962               | 241     |
|      |     | Spodnja Bavarska   | Landshut     | 092 | NB             | 10.329,91 km² | 1.197.631               | 116     |
|      |     | Zgornja Pfalška    | Regensburg   | 093 | OPf.           | 9.691,03 km²  | 1.090.318               | 113     |
|      |     | Zgornja Frankovska | Bayreuth     | 094 | Ofr.           | 7.231,00 km²  | 1.103.239               | 153     |
|      |     | Srednja Frankovska | Ansbach      | 095 | Mfr.           | 7.244,85 km²  | 1.708.841               | 236     |
|      |     | Spodnja Frankovska | Würzburg     | 096 | Ufr.           | 8.530,99 km²  | 1.342.308               | 157     |
|      |     | Švabska            | Augsburg     | 097 | Schw.          | 9.992,03 km²  | 1.789.698               | 179     |